# Seznam prvních dam Slovenské republiky
Seznam prvních dam Slovenské republiky představuje chronologický seznam manželek prezidentů Slovenské republiky, které jsou tradičně označovány jako první dámy. V letech 2020-2024 byl partner prezidentky označován jako první pán, první muž či první gentleman. Pozice první dámy není na Slovensku nijak zákonně ukotvena, jde pouze o neformální roli vycházející ze zvyklostí. Podle tradičního přístupu by měla společensky reprezentovat či věnovat se charitativní činnosti. 
Od června 2024 je tato pozice uvolněna, neboť prezident Peter Pellegrini nemá manželku ani partnerku.

## Seznam
| Pořadí | Portrét                 | Jméno                | Nástup do pozice | Opuštění pozice | Prezident       |
| ------ | ----------------------- | -------------------- | ---------------- | --------------- | --------------- |
| 1.     | Snímek není k dispozici | Emília Kováčová      | 2. března 1993   | 2. března 1998  | Michal Kováč    |
| 2.     | Snímek není k dispozici | Irena Schusterová    | 15. června 2004  | 15. června 2004 | Rudolf Schuster |
| 3.     |                         | Silvia Gašparovičová | 15. června 2004  | 15. června 2014 | Ivan Gašparovič |
| 4.     | Snímek není k dispozici | Martina Kisková      | 15. června 2014  | 15. června 2019 | Andrej Kiska    |
| 5.     | Snímek není k dispozici | Juraj Rizman         | 15. května 2020  | 15. června 2024 | Zuzana Čaputová |